# Danmarksturneringen 1942-43
Danmarksturneringen 1942-43 var den 30. sæson om Danmarksmesterskabet i fodbold for herrer organiseret af DBU. Mesterskabet blev vundet af AB, der i finalen i Københavns Idrætspark besejrede KB med 2-1. . AB kom ellers bagud i finalen, men udlignede ved den 23-årige senere fodboldlegende Knud Lundberg, der siden blev dansk mester yderligere fire gange med AB.
28 hold var opdelt i tre regionale kredse. Otte hold kvalificerede sig til slutspil, der blev spillet som en pokalturnering. For andet år i træk blev Frem sendt ud af turneringen i kvartfinalerne efter at have tabt lodtrækning. Esbjerg fB opnåede sin hidtil bedste placering ved at spille sig i semifinalerne.

## Danmarksturneringen

### Kreds 1
Kredsen bestod af syv hold fra Jylland og tre hold fra Fyn. De to bedste hold avancerede til slutspillet.
| Pos | Hold              | K  | V  | U | T  | M+ | M- | MR    | P  |                           |
| --- | ----------------- | -- | -- | - | -- | -- | -- | ----- | -- | ------------------------- |
| 1   | Esbjerg fB        | 18 | 11 | 2 | 5  | 47 | 36 | 1,306 | 24 | Kvartfinaler              |
| 2   | AGF               | 18 | 10 | 3 | 5  | 46 | 27 | 1,704 | 23 | Kvartfinaler              |
| 3   | OB                | 18 | 10 | 3 | 5  | 52 | 42 | 1,238 | 23 |                           |
| 4   | B 1909            | 18 | 8  | 3 | 7  | 40 | 38 | 1,053 | 19 |                           |
| 5   | AaB               | 18 | 9  | 1 | 8  | 28 | 31 | 0,903 | 19 |                           |
| 6   | Vejle B           | 18 | 8  | 1 | 9  | 52 | 41 | 1,268 | 17 |                           |
| 7   | Aalborg Chang (O) | 18 | 7  | 3 | 8  | 38 | 40 | 0,950 | 17 |                           |
| 8   | B 1913            | 18 | 6  | 2 | 10 | 30 | 43 | 0,698 | 14 |                           |
| 9   | Vejen SF          | 18 | 6  | 1 | 11 | 38 | 56 | 0,679 | 13 |                           |
| 10  | Randers Freja     | 18 | 4  | 3 | 11 | 29 | 45 | 0,644 | 11 | Kvalifikation til Kreds 1 |

#### Kvalifikation til Kreds 1
Nr. 10 i Kreds 1, Randers Freja, spillede om kvalifikation til Kreds 1 sæsonen 1943-44 mod vinderen af mesterrækkerne hos henholdsvis Fyns Boldspil Union (FBU) og Jydsk Boldspil Union (JBU).

| Pos | Hold           | K | V | U | T | M+ | M- | MR    | P |                                   |
| --- | -------------- | - | - | - | - | -- | -- | ----- | - | --------------------------------- |
| 1   | Randers Freja  | 2 | 1 | 1 | 0 | 7  | 4  | 1,750 | 3 | Kvalifikation til Kreds 1 1943-44 |
| 2   | Odense KFUM    | 2 | 1 | 0 | 1 | 2  | 3  | 0,667 | 2 |                                   |
| 3   | Herming Fremad | 2 | 0 | 1 | 1 | 4  | 6  | 0,667 | 1 |                                   |

### Kreds 2
Kredsen bestod af tre hold fra Lolland-Falster, fem hold fra Sjælland, samt tre københavnske hold. De to bedste hold avancerede til slutspillet.
| Pos | Hold          | K  | V  | U | T  | M+ | M- | MR    | P  | Kvalifikation eller nedrykning |
| --- | ------------- | -- | -- | - | -- | -- | -- | ----- | -- | ------------------------------ |
| 1   | KFUM          | 18 | 12 | 2 | 4  | 47 | 21 | 2,238 | 26 | Kvartfinaler                   |
| 2   | HIK           | 18 | 10 | 5 | 3  | 53 | 24 | 2,208 | 25 | Kvartfinaler                   |
| 3   | Nakskov       | 18 | 11 | 3 | 4  | 48 | 25 | 1,920 | 25 |                                |
| 4   | B 1908        | 18 | 9  | 3 | 6  | 40 | 29 | 1,379 | 21 |                                |
| 5   | Korsør B      | 18 | 8  | 5 | 5  | 38 | 33 | 1,152 | 21 |                                |
| 6   | B 1901        | 18 | 8  | 1 | 9  | 40 | 35 | 1,143 | 17 |                                |
| 7   | Slagelse B&I  | 18 | 7  | 2 | 9  | 49 | 57 | 0,860 | 16 |                                |
| 8   | Helsingør IF  | 18 | 6  | 3 | 9  | 38 | 45 | 0,844 | 15 |                                |
| 9   | Dragør BK     | 18 | 6  | 2 | 10 | 41 | 49 | 0,837 | 14 |                                |
| 10  | Toreby Grænge | 18 | 0  | 0 | 18 | 12 | 86 | 0,140 | 0  | Kvalifikation til Kreds 2      |

#### Kvalifikation til Kreds 2
Nr. 10 i Kreds 2, Toreby Grænge, spillede om kvalifikation til Kreds 2 sæsonen 1943-44 mod vinderen af mesterrækkerne hos henholdsvis Københavns Boldspil Union (KBU) og Sjællands Boldspil Union (SBU).

| Pos | Hold          | K | V | U | T | M+ | M- | MR    | P |                               |
| --- | ------------- | - | - | - | - | -- | -- | ----- | - | ----------------------------- |
| 1   | Haslev IF     | 2 | 2 | 0 | 0 | 11 | 3  | 3,667 | 4 | Oprykning til Kreds 1 1943-44 |
| 2   | Hvidovre IF   | 2 | 1 | 0 | 1 | 8  | 4  | 2,000 | 2 |                               |
| 3   | Toreby Grænge | 2 | 0 | 0 | 2 | 0  | 12 | 0,000 | 0 |                               |

### Kreds 3
Kredsen bestod af de otte hold fra København. De fire bedste hold avancerede til slutspillet. 
| Pos | Hold          | K  | V | U | T  | M+ | M- | MR    | P  | Kvalifikation eller nedrykning |
| --- | ------------- | -- | - | - | -- | -- | -- | ----- | -- | ------------------------------ |
| 1   | KB            | 14 | 8 | 4 | 2  | 50 | 26 | 1,923 | 20 | Kvartfinaler                   |
| 2   | AB            | 14 | 9 | 2 | 3  | 41 | 32 | 1,281 | 20 | Kvartfinaler                   |
| 3   | Køge BK       | 14 | 6 | 5 | 3  | 39 | 25 | 1,560 | 17 | Kvartfinaler                   |
| 4   | Frem          | 14 | 7 | 3 | 4  | 40 | 28 | 1,429 | 17 | Kvartfinaler                   |
| 5   | B 93 (M)      | 14 | 7 | 3 | 4  | 34 | 26 | 1,308 | 17 |                                |
| 6   | Fremad Amager | 14 | 3 | 3 | 8  | 21 | 33 | 0,636 | 9  |                                |
| 7   | B 1903        | 14 | 2 | 2 | 10 | 24 | 53 | 0,453 | 6  |                                |
| 8   | ØB            | 14 | 2 | 2 | 10 | 19 | 45 | 0,422 | 6  |                                |

## Kvartfinaler
Hold fra Kreds 3 (København) kunne ikke møde hinanden i kvartfinalerne.

Frem nedlagde efter kampen mod AGF protest over forløbet af lodtrækningen, som Frem tabte. Frem protesterede over, at tusindvis af tilskuere løb ind på banen, at en ukendt tilskuere overrakte dommeren de to konvolutter med sedlerne "Vinder" og "Taber", og at Frems anfører, Svend Frederiksen, ikke fik mulighed for at undersøge indholdet af konvolutterne, før lodtrækningen fandt sted.

DBU afviste protesten, men indførte en regel om, at lodtrækning fremover skulle foregå ved møntkast i omklædningsrummet.
| 23. maj 1943 |

| Esbjerg fB                                                     | 3 - 2   | Køge BK                                       |
| -------------------------------------------------------------- | ------- | --------------------------------------------- |
| Marinus Gravesen 42' · Hardy Laursen 44' · Walther Isaksen 48' | (2 - 1) | Leopold Andersen 2' · Hilmer Staalgaard 60' · |

| Esbjerg Idrætspark, Esbjerg Tilskuere: 5.000 |

| 23. maj 1943 |

| AGF              | 1 - 1 efs.               | Frem                    |
| ---------------- | ------------------------ | ----------------------- |
| Harry Jensen 13' | Ord. kamp: 1 - 1 (1 - 0) | Svend Frederiksen 54' · |

| Aarhus Stadion, Aarhus Tilskuere: 9.000 |

| AGF videre efter lodtrækning. |

| 24. maj 1943 |

| KB                                                                          | 4 - 0   | HIK |
| --------------------------------------------------------------------------- | ------- | --- |
| Arnold Olsen (strf.) · Poul Kolind 44' · Jøren Iversen · Harald Lyngsaa 85' | (2 - 0) |     |

| Københavns Idrætspark, København |

| 25. maj 1943 Kl. 19.00 |

| AB                   | 1 - 0   | KFUM |
| -------------------- | ------- | ---- |
| Karl Aage Hansen 55' | (0 - 0) |      |

| Københavns Idrætspark, København Tilskuere: 8.000 |

## Semifinaler
| 30. maj 1943 Kl. 13.00 |

| KB                                | 2 - 0   | AGF |
| --------------------------------- | ------- | --- |
| Erik Hansen 35' · Poul Kolind 83' | (1 - 0) |     |

| Københavns Idrætspark, København Tilskuere: 13.500 |

| 30. maj 1943 Kl. 15.15 |

| AB | 6 - 1   | Esbjerg fB             |
| --- | ------- | ---------------------- |
| Eigil Thielsen 6' · Georg Dahlfeldt 12, 89' · Knud Lundberg 3-0' · Svend Albrechtsen 73' · Karl Aage Hansen 83' | (3 - 0) | Egon Christensen 85' · |

| Københavns Idrætspark, København Tilskuere: 16.000 |

## Finale
| 1. juni 1943 Kl. 19.00 |

| AB                                     | 2 - 1   | KB               |
| -------------------------------------- | ------- | ---------------- |
| Knud Lundberg 23' · Eigil Thielsen 51' | (1 - 1) | Poul Kolind 5' · |

| Københavns Idrætspark, København Tilskuere: 22.000 Dommer: Helge Andersen |